# Rabbi Nachman
Rabbi Nachman von Brazlaw  jiddisch רבי נחמן ברעסלאווער Rebe Nakhmen Breslover, (geboren am 4. April 1772 in Medschybisch, Woiwodschaft Podolien, Polen-Litauen (heute Ukraine); gestorben am 16. Oktober 1810 in Uman, Gouvernement Kiew, Russisches Kaiserreich) war ein jüdischer Religionslehrer und geistlicher Führer (Zaddik) einer von ihm begründeten Strömung des Chassidismus, der Brazlawer Chassidim.

## Leben
Sein Geburtsort Medschybisch in Podolien war ein Zentrum des Chassidismus, dessen Begründer, der Baal Schem Tow, Nachmans Urgroßvater mütterlicherseits, war. Sein Großvater väterlicherseits war Rabbi Nachman von Horodenka, sein Vater Rabbi Simcha Horodenker (1750–1810), seine Mutte Feiga, geborene Ashkenazi (1755–1801).
Nachman wuchs in der chassidischen Atmosphäre seines Elternhauses auf, heiratete früh und lebte im Hause seines Schwiegervaters. Später ließ er sich in Medwediwka, einem Dorf bei Tscherkassy im damaligen russischen Gouvernement Kiew nieder, wo er einen kleinen Kreis von Chassidim um sich versammelte.
1798 begab er sich in Begleitung eines Jüngers auf eine Reise nach Eretz Israel. Im Laufe einiger Monate besuchte er unter anderem Haifa, Jaffa, Tiberias und Safed, musste aber nach dem Einmarsch Napoleons das Land überstürzt wieder verlassen.
Während seines Aufenthalts in einem Dorf in der Nähe von Schpola hatte er eine Auseinandersetzung mit Aryeh Leib von Schpola (1725–1812), einem bejahrten chassidischen Zaddik, welcher Nachman sabbatianische und frankistische Ansichten vorwarf.
Im Jahr 1802 zog er nach Brazlaw, auch Breslow genannt, zurück nach Podolien, das seit der zweiten polnischen Teilung 1793 auch zum Russischen Reich gehörte. Nachdem sein Haus in Brazlaw 1810 abgebrannt war, zog er ins rund 100 Kilometer östlich gelegene Uman, wo er am 18. Tischri 5571 (16. Oktober 1810) während des Sukkotfestes an den Folgen einer Tuberkuloseinfektion verstarb.

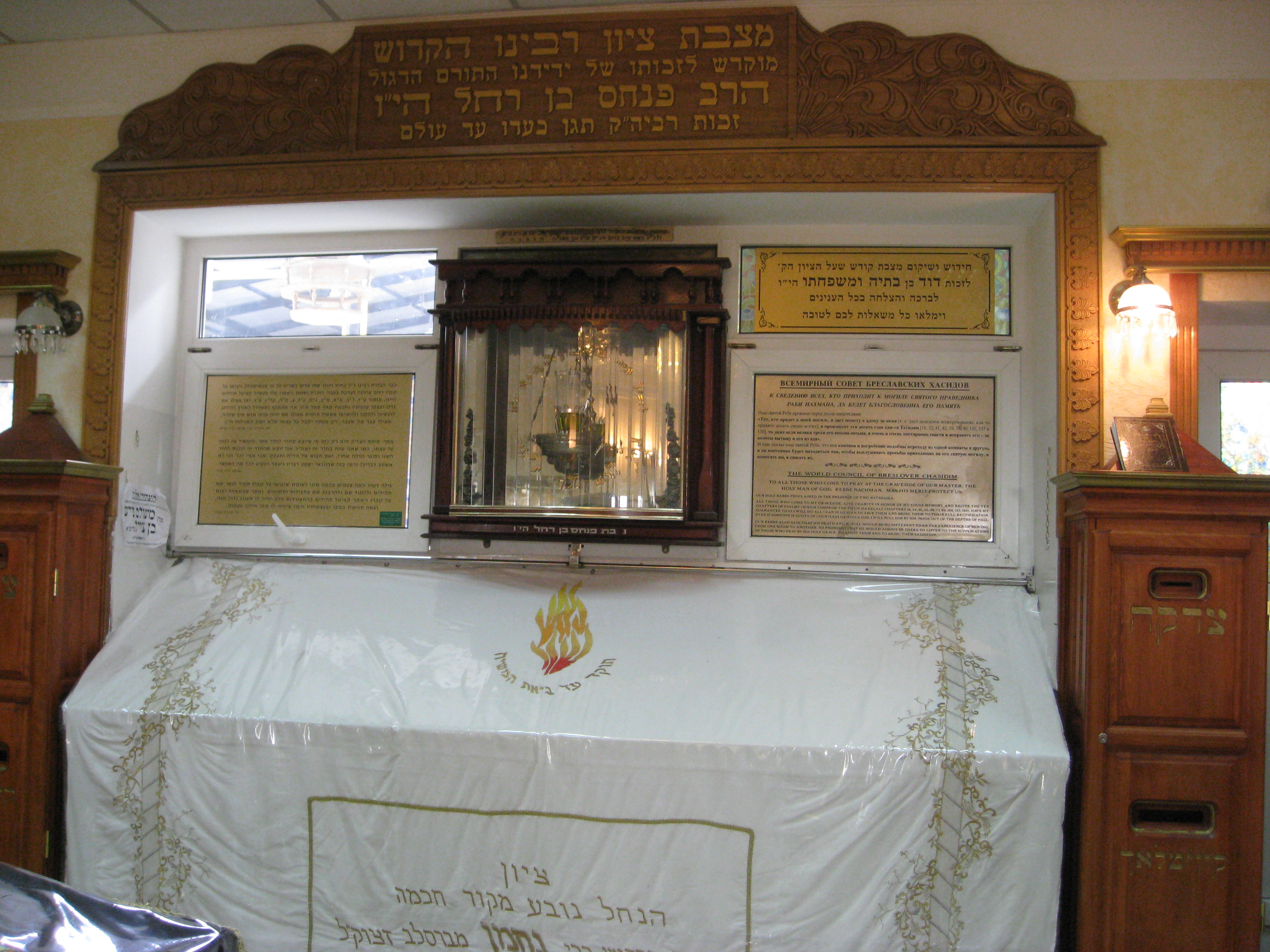
Rabbi Nachmans Grab in Uman/Ukraine

## Breslower Chassidim
Nach seinem Tode führte sein wichtigster Schüler Nathan von Brazlaw die Bewegung der Bratslaver oder Breslower Chassidim (auch „di tojten chassidim“). Er edierte die Werke von Nachman. 1811 versammelten sich zu Rosch ha-Schana erstmals Anhänger in Uman am Grab von Nachman, weil dies spirituell heilsam sei. Diese Tradition lebt bis heute mit Unterbrechungen fort.
Nachman hat keine Nachfolger, da die Breslower Chassidim seine Wiederkehr erwarten.
In ihrem Ursprungsgebiet Podolien waren die Breslower Chassidim bis zu den frühen Jahren der Sowjetunion tätig. Danach emigrierten viele in die USA und nach Israel. Dort lebten sie zunächst in der Jerusalemer Altstadt, später jedoch auch in Safed, Immanuel (im besetzten Westjordanland) und Bnei Berak.
Seit 1988 pilgern zu Rosch ha-Schana wieder viele Chassidim nach Uman (2015: ca. 30.000). Im Jahr 2020 erzeugte die Wallfahrt nach Uman aufgrund der Reisebeschränkungen rund um die COVID-19-Pandemie großes Medienecho. 2021 waren Reisen wieder möglich, und Heimkehrer aus der Ukraine sorgten in Israel für einen deutlichen Anstieg der COVID-Infektionen.
Der Breslower Chassidismus hat im 21. Jahrhundert einen steigenden Einfluss auf israelische Mainstream-Popmusik gewonnen. Israelische Musiker wie Odeya und Pe'er Tasi haben Hit-Songs veröffentlicht, die Rabbi Nachman und seine tanzenden Anhänger als Leitbilder beschreiben.

## Seine Lehren
Obwohl Nachman die Bedeutung der Tradition betonte und sich als letztes Glied einer Kette sah, die von Schimon ben Jochai über Isaak Luria bis zu Nachmans Urgroßvater Baal Schem Tow reichte, enthalten seine Lehren zahlreiche Neuerungen. Gemäß Nachman wurde die Welt durch En Sof (wörtlich „kein Ende“ oder „Unendliches“), „den Urgrund“, erschaffen, und sie werde nach dem absoluten göttlichen Willen beherrscht. Göttlichkeit sei überall enthalten, auch im Bösen, und zwar in Form von Qlipot („Schalen“). Auch ein Mensch, der im Bösen versinkt, könne deshalb durch Reue zum Schöpfer zurückfinden. Die lurianische Doktrin des Tzimtzum („Rückzug“, „Selbstverschränkung“, siehe Kabbala) schafft ein Paradox: Einerseits postuliert sie den Rückzug und das Verschwinden der Göttlichkeit unter Schaffung eines „leeren Raumes“ oder einer „großen Offenheit“, andererseits wird damit göttliche Immanenz (Anwesenheit Gottes in der Welt) angenommen. Diesen scheinbaren Widerspruch überwindet der Chassid durch die Erkenntnis der wechselseitigen Abhängigkeit: Die Kultivierung von Offenheit und Unvoreingenommenheit schaffe die Voraussetzungen, um Gottes „Wirksamkeit“ zu erfahren. Nach Ansicht von Nachman wird der Idealzustand von Tzimtzum erst in der Zukunft erreicht. Die hauptsächliche Bedeutung dieser Doktrin liegt aber darin, Zweifel an der Existenz des Schöpfers zu erwecken. Die Formulierung der Frage ist ein wichtiges Element in seiner Lehre und hängt vom ersten Willensakt des Schöpfers in seiner Beziehung zum Menschen ab. Obwohl der Mensch tief in die Fänge des Zweifels geraten könne, liegt der letzte Zweck seines Falls in seinem Aufstieg („Und das Sinken geschieht um des Steigens willen“, Zohar).
Nachmans Tzaddik-Theorie ist einzigartig, denn darin behauptet er, es gebe nur einen einzigen echten Tzaddik, nämlich Nachman selbst, für welchen möglicherweise die Bestimmung als Messias vorgesehen ist. Ähnlich wie Moses verleihe der Tzaddik den Gebeten der Gemeinschaft erlösende Kraft. Gedanken des Tzaddik über häretische Fragen können zum geistigen Aufstieg derjenigen führen, die zuvor dem Irrtum verfallen waren. Auch der Niggun (die chassidische Melodie) habe einen ähnlichen erlösenden Einfluss. Der Tzaddik lebe sozusagen ewig, ob nun in dieser oder in der kommenden Welt. Ein Mensch sei verpflichtet, zum Tzaddik zu reisen, „denn das Wichtigste ist, was er aus dem Munde des Tzaddik hört“.
Nachmans Einstellung zum Menschen und zur Welt kann oberflächlich betrachtet pessimistisch erscheinen. Er glaubt, es gebe viele Hindernisse auf dem Weg des Menschen in dieser Welt, die ohne weiteres Gehinnom zu nennen sei. Trotzdem stellt sich Nachman mit aller Kraft gegen die Verzweiflung. Die Anker, an die sich der Mensch im Leben festhalten kann, sind Glaube, Ermutigung, Freude, Gesang, Tanz, ständige Selbstkritik, Gespräche mit dem Tzaddik und Sehnsucht nach einer direkten Beziehung zum Schöpfer. Eine wichtige Stellung in seinen Lehren nimmt deshalb das Gebet ein. Dies beschränkt sich jedoch nicht auf die jüdische Gebetstradition; auch sei das Rezitieren der Psalmen wertlos, solange der Betende nicht mit Kawwana betet und sich mit dem Inhalt identifiziert. Wichtig für den Dialog ist auch die Verpflichtung zur täglichen Absonderung von den Menschen in der Natur – hebräisch הִתְבּוֹדְדוּת hitbōdədūt, deutsch ‚Einsamkeit‘ ‚Isolation‘.

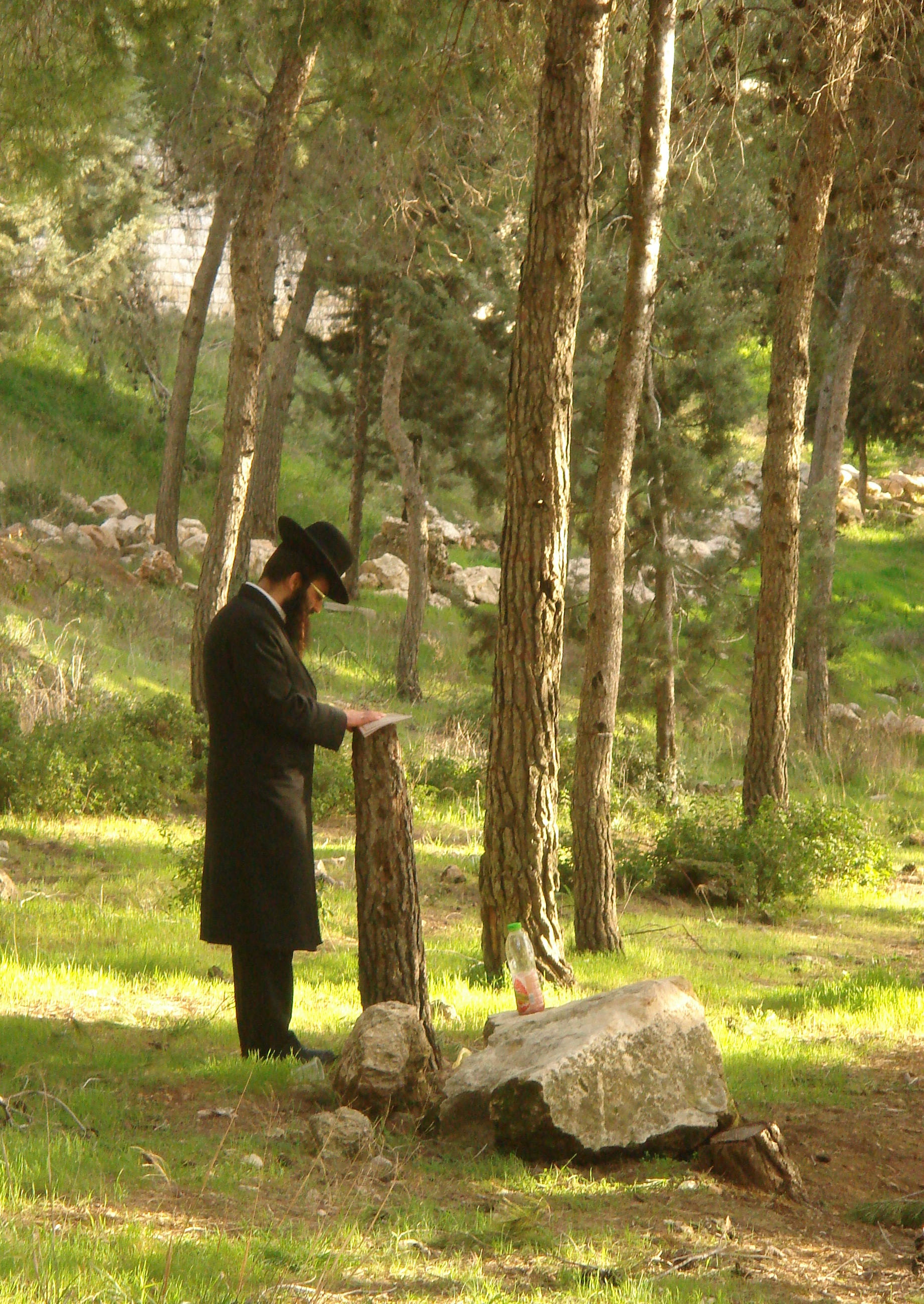
Ein Breslover-Chassid zieht sich zurück und betet im Jerusalemer Wald zu Gott,

Die Bedeutung des Niggun, des gesungenen Gebets, ist nach Nachman nicht zu überschätzen. Es gebe ein vollständiges System von Niggunim, das dem Aufbau des Universums entspreche. Wer sich dem musikalischen Rhythmus anpassen kann, erziele daraus großes Vergnügen und erreicht die Auslöschung des Selbst. In diesem Moment offenbare sich der Schöpfer demjenigen, der sich nach ihm sehnt, durch die verschiedenen Stufen in der Ordnung der Natur. Eine Möglichkeit zur geistigen Erhebung biete sich dem Menschen im verheißenen Land, wo er Glaube und Weisheit erlangen kann. Zugang zu diesem verheißenen Land erlange der Chassid durch die Erkenntnis des Schöpfers durch das Geschaffene und durch die Gnade Gottes, es sei sowohl ein spirituelles als auch ein reales Land. Dies mag eine Erklärung zu Nachmans Ansicht liefern, er sei während seines ganzen Lebens von der weisheitsfördernden Kraft des Landes Israel gestützt worden, die ihn selbst zum „größten der Tzaddikim“ machte, wie er sich selbst bezeichnete.

## Texte

### Übersicht
Von Rabbi Nachman sind einige Texte durch seine Schüler aufgeschrieben worden. 
Im deutschen Sprachraum fanden besonders die Geschichten des Rabbi Nachman. Ihm nacherzählt von Martin Buber Verbreitung.

„Ich habe die Geschichten des Rabbi Nachman nicht übersetzt, sondern ihm nacherzählt, in aller Freiheit, aber aus seinem Geiste, wie er mir gegenwärtig ist. Die Geschichten sind uns in einer Schülerniederschrift erhalten, die die ursprüngliche Erzählung offenbar maßlos entstellt und verzerrt hat. Wie sie uns vorliegen, sind sie verworren, weitschweifig und von unedler Form.  Ich war bemüht, alle Elemente der originalen Fabel, die sich mir durch ihre Kraft und Farbigkeit als solche erwiesen, unberührt zu erhalten.“

### Einzelne Textausgaben
- Likutey Moharan („Gesammelte Lehren unseres Lehrers, Rabbi Nachman“), Vol. i., Ostrog, 1808; Vol. ii., Moghilev, 1811; Vol. iii., Ostrog, 1815.
- Sippurei Ma'asiyot (Geschichten von Rabbi Nachman), n.p., 1816.
  - Die Geschichten des Rabbi Nachman, ihm nacherzählt von Martin Buber, Rütten & Loening, Frankfurt am Main, 1906 Digitalisat Text; mehrere Neuauflagen, auch 1956, zuletzt Mohn, Gütersloh 2002, ISBN 3-579-01217-7).[10]
  - Sippurei Ma'asiyot, mit Lithographien von R. Szalit-Marcus, Rimon, Berlin 1923
  - Michael Brocke (Hrsg.): Die Erzählungen des Rabbi Nachman von Bratzlaw. Zum ersten Mal aus dem Jiddischen und dem Hebräischen übersetzt, kommentiert und mit einem Nachwort versehen. Carl Hanser, München 1985, ISBN 3-446-14394-7, (Als Taschenbuch: Rowohlt, Reinbek 1989, (rororo 5993), ISBN 3-499-15993-7).
- Sefer HaMidot (The Aleph-Bet Book), Moghilev, 1821. 
  - Rabí Najmán de Breslov: El Libro del Alef-Bet. Sefer HaMidot (El Libro de los Atributos). Aforismos del Rebe Najmán sobre la Vida Espiritual. Versión Completa. Breslov Research Institute, Jerusalem / New York 2017 (Aphorismen über das spirituelle Leben)
- Tikkun HaKlali („Allgemeines Heilmittel“)
- Sichot HaRan („Reden von Rabbi Nachman“)